# Fascie
O fascie (/ˈfæʃ[unsupported input]i[unsupported input]ə/; plural fasciae /ˈfæʃii/ sau fascias; este o bandă sau o foaie de țesut conjunctiv, în principal colagen, sub piele care se atașează de , stabilizează, închide și separă mușchii și alte organe interne.(p42) Fascia este clasificată după strat, ca fascia superficială, fascia profundă și fascia viscerală sau parietală, sau după funcția și localizarea anatomică a acesteia.